# Campeonato Europeo de Natación en Piscina Corta de 2012
El XVI Campeonato Europeo de Natación en Piscina Corta se celebró en Chartres (Francia) entre el 22 y el 25 de noviembre de 2012 bajo la organización de la Liga Europea de Natación (LEN) y la Federación Francesa de Natación. 
Las competiciones se realizaron en el complejo acuático L'Odyssée de la ciudad gala.  

## Resultados

### Masculino
| Evento                   | Oro                                                                                       | Plata                                                                                      | Bronce                                                                                      |
| ------------------------ | ----------------------------------------------------------------------------------------- | ------------------------------------------------------------------------------------------ | ------------------------------------------------------------------------------------------- |
| 50 m libre (22.11)       | Florent Manaudou Francia 20,70                                                            | Vladimir Morozov · Rusia · 20,89                                                           | Frédérick Bousquet Francia 20,97                                                            |
| 100 m libre (24.11)      | Vladimir Morozov · Rusia · 45,68                                                          | Yevgueni Lagunov · Rusia · 46,52                                                           | Yannick Agnel Francia 46,60                                                                 |
| 200 m libre (25.11)      | Yannick Agnel Francia 1:41,26                                                             | Pieter Timmers · Bélgica · 1:43,08                                                         | Grégory Mallet Francia 1:43,21                                                              |
| 400 m libre (22.11)      | Yannick Agnel Francia 3:37,54                                                             | Gabriele Detti · Italia · 3:41,66                                                          | Andrea D'Arrigo · Italia · 3:42,32                                                          |
| 1500 m libre (24.11)     | Gregorio Paltrinieri · Italia · 14:27,78                                                  | Serhi Frolov · Ucrania · 14:30,87                                                          | Anthony Pannier Francia 14:41,97                                                            |
| 50 m espalda (23.11)     | Jérémy Stravius Francia 23,28                                                             | Guy Barnea Israel 23,46                                                                    | Vladimir Morozov · Rusia · 23,47                                                            |
| 100 m espalda (25.11)    | Jérémy Stravius Francia 49,70                                                             | Benjamin Stasiulis Francia 50,31                                                           | Damiano Lestingi · Italia · 51,35                                                           |
| 200 m espalda (22.11)    | Radosław Kawęcki · Polonia · 1:48,51                                                      | Péter Bernek · Hungría · 1:49,41                                                           | Benjamin Stasiulis Francia 1:51,81                                                          |
| 50 m braza (24.11)       | Fabio Scozzoli · Italia · 26,18                                                           | Aleksander Hetland · Noruega · 26,20                                                       | Damir Dugonjič Eslovenia 26,24                                                              |
| 100 m braza (23.11)      | Fabio Scozzoli · Italia · 57,25                                                           | Martti Aljand Estonia 57,75                                                                | Giacomo Perez-Dortona Francia 57,76                                                         |
| 200 m braza (25.11)      | Viacheslav Sinkevich · Rusia · 2:04,55                                                    | Ihor Borysyk · Ucrania · 2:05,12                                                           | Andri Kovalenko · Ucrania · 2:05,21                                                         |
| 50 m mariposa (25.11)    | Rafael Muñoz Pérez · España · 22,53                                                       | Frédérick Bousquet Francia 22,54                                                           | Andri Hovorov · Ucrania · 22,72                                                             |
| 100 m mariposa (23.11)   | Yevgueni Korotyshkin · Rusia · 49,98                                                      | Rafael Muñoz Pérez · España · 50,39                                                        | Mehdy Metella Francia 50,66                                                                 |
| 200 m mariposa (24.11)   | László Cseh · Hungría · 1:52,11                                                           | Viktor Bromer Dinamarca 1:53,38                                                            | Joeri Verlinden · Países Bajos · 1:53,47                                                    |
| 100 m estilos (25.11)    | Vladimir Morozov · Rusia · 51,89                                                          | Peter Mankoč Eslovenia 52,64                                                               | Martti Aljand Estonia 52,92                                                                 |
| 200 m estilos (22.11)    | László Cseh · Hungría · 1:52,74                                                           | Jérémy Stravius Francia 1:54,00                                                            | Gal Nevo Israel 1:55,14                                                                     |
| 400 m estilos (23.11)    | László Cseh · Hungría · 4:00,99                                                           | Dávid Verrasztó · Hungría · 4:02,54                                                        | Gal Nevo Israel 4:04,80                                                                     |
| 4 × 50 m libre (25.11)   | Francia Florent Manaudou Frédérick Bousquet Jérémy Stravius Amaury Leveaux 1:23,31        | Rusia · Vladimir Morozov · Andrei Grechin · Yevgueni Lagunov · Vitali Syrnikov · 1:23,99   | Bélgica · Emmanuel Vanluchene · Pieter Timmers · Yoris Grandjean · Jasper Aerents · 1:25,60 |
| 4 × 50 m estilos (22.11) | Francia Jérémy Stravius Giacomo Perez-Dortona Frédérick Bousquet Florent Manaudou 1:32,35 | Rusia · Vladimir Morozov · Oleg Utejin · Yevgueni Korotyshkin · Yevgueni Lagunov · 1:33,87 | República Checa · Martin Baďura · Petr Bartůněk · Michal Ledl · Tomáš Plevko · 1:35,18      |

### Femenino
| Evento                   | Oro                                                                                      | Plata                                                                                           | Bronce                                                                                                 |
| ------------------------ | ---------------------------------------------------------------------------------------- | ----------------------------------------------------------------------------------------------- | --- |
| 50 m libre (25.11)       | Aliaxandra Herasimenia · Bielorrusia · 23,85                                             | Triin Aljand Estonia 24,24                                                                      | Jeanette Ottesen Dinamarca 24,33                                                                       |
| 100 m libre (23.11)      | Veronika Popova · Rusia · 52,86                                                          | Jeanette Ottesen Dinamarca 53,13                                                                | Charlotte Bonnet Francia 53,23                                                                         |
| 200 m libre (25.11)      | Camille Muffat Francia 1:52,20                                                           | Charlotte Bonnet Francia 1:54,00                                                                | Veronika Popova · Rusia · 1:54,20                                                                      |
| 400 m libre (24.11)      | Camille Muffat Francia 3:54,85 RM                                                        | Lotte Friis Dinamarca 3:58,85                                                                   | Coralie Balmy Francia 3:59,80                                                                          |
| 800 m libre (23.11)      | Lotte Friis Dinamarca 8:10,24                                                            | Hannah Miley Reino Unido 8:15,66                                                                | Aimee Willmott Reino Unido 8:18,90                                                                     |
| 50 m espalda (24.11)     | Laure Manaudou Francia 26,78                                                             | Sanja Jovanović · Croacia · 26,84                                                               | Simona Baumrtová · República Checa · 26,97                                                             |
| 100 m espalda (23.11)    | Daryna Zevina · Ucrania · 57,07                                                          | Laure Manaudou Francia 57,70                                                                    | Simona Baumrtová · República Checa · 58,08                                                             |
| 200 m espalda (25.11)    | Daryna Zevina · Ucrania · 2:01,97                                                        | Alexianne Castel Francia 2:03,23                                                                | Simona Baumrtová · República Checa · 2:03,43                                                           |
| 50 m braza (22.11)       | Petra Chocová · República Checa · 30,02                                                  | Rikke Møller Pedersen Dinamarca 30,25                                                           | Sycerika McMahon Irlanda 30,34                                                                         |
| 100 m braza (25.11)      | Rikke Møller Pedersen Dinamarca 1:04,12                                                  | Petra Chocová · República Checa · 1:05,50                                                       | Marina García Urzainqui · España · 1:05,82                                                             |
| 200 m braza (23.11)      | Rikke Møller Pedersen Dinamarca 2:17,26                                                  | Marina García Urzainqui · España · 2:20,57                                                      | Hanna Dzerkal · Ucrania · 2:21,94                                                                      |
| 50 m mariposa (23.11)    | Jeanette Ottesen Dinamarca 25,21                                                         | Aliaxandra Herasimenia · Bielorrusia · 25,53                                                    | Mélanie Henique Francia 25,76                                                                          |
| 100 m mariposa (25.11)   | Ilaria Bianchi · Italia · 56,40                                                          | Kimberly Buys · Bélgica · 57,00                                                                 | Jeanette Ottesen Dinamarca 57,13                                                                       |
| 200 m mariposa (22.11)   | Katinka Hosszú · Hungría · 2:05,78                                                       | Stefania Pirozzi · Italia · 2:06,09                                                             | Alessia Polieri · Italia · 2:06,63                                                                     |
| 100 m estilos (24.11)    | Katinka Hosszú · Hungría · 58,83                                                         | Zsuzsanna Jakabos · Hungría · 59,15                                                             | Siobhan-Marie O'Connor Reino Unido 59,72                                                               |
| 200 m estilos (22.11)    | Katinka Hosszú · Hungría · 2:05,78                                                       | Hannah Miley Reino Unido 2:06,21                                                                | Zsuzsanna Jakabos · Hungría · 2:06,66                                                                  |
| 400 m estilos (25.11)    | Hannah Miley Reino Unido 4:23,47                                                         | Katinka Hosszú · Hungría · 4:23,91                                                              | Zsuzsanna Jakabos · Hungría · 4:25,51                                                                  |
| 4 × 50 m libre (22.11)   | Dinamarca Jeanette Ottesen Kelly Rasmussen Julie Levisen Pernille Blume 1:38,10          | Finlandia · Emilia Pikkarainen · Lotta Nevalainen · Laura Kurki · Hanna-Maria Seppälä · 1:38,13 | Bielorrusia · Yuliya Jitraya · Aliaxandra Herasimenia · Axana Dziamidava · Sviatlana Jajlova · 1:38,39 |
| 4 × 50 m estilos (25.11) | Dinamarca Kristina Thomsen Rikke Møller Pedersen Jeanette Ottesen Pernille Blume 1:47,41 | República Checa · Simona Baumrtová · Petra Chocová · Lucie Svěcená · Aneta Pechancová · 1:47,67 | Francia Laure Manaudou Fanny Babou Mélanie Henique Anna Santamans 1:47,70                              |

- RM – Récord mundial.

### Mixto
| Evento                   | Oro                                                                               | Plata                                                                                         | Bronce                                                                                            |
| ------------------------ | --------------------------------------------------------------------------------- | --------------------------------------------------------------------------------------------- | ------------------------------------------------------------------------------------------------- |
| 4 × 50 m libre (24.11)   | Francia Frédérick Bousquet Florent Manaudou Camille Muffat Anna Santamans 1:29,64 | Rusia · Andrei Grechin · Vladimir Morozov · Veronika Popova · Rozaliya Nasretdinova · 1:30,41 | Finlandia · Hanna-Maria Seppälä · Laura Kurki · Andrei Tuomola · Ari-Pekka Liukkonen · 1:31,74    |
| 4 × 50 m estilos (23.11) | Francia Jérémy Stravius Florent Manaudou Mélanie Henique Anna Santamans 1:38,74   | Eslovenia Anja Čarman Damir Dugonjič Peter Mankoč Nastja Govejšek 1:39,79                     | Noruega · Lavrans Solli · Aleksander Hetland · Monica Johannessen · Cecilie Johannessen · 1:40,10 |

## Medallero
| Núm. | País            | Oro | Plata | Bronce | Total |
| ---- | --------------- | --- | ----- | ------ | ----- |
| 1    | Francia         | 12  | 6     | 11     | 29    |
| 2    | Dinamarca       | 6   | 4     | 2      | 12    |
| 2    | Hungría         | 6   | 4     | 2      | 12    |
| 4    | Rusia           | 5   | 5     | 2      | 12    |
| 5    | Italia          | 4   | 2     | 3      | 9     |
| 6    | Ucrania         | 2   | 2     | 3      | 7     |
| 7    | República Checa | 1   | 2     | 4      | 7     |
| 8    | Reino Unido     | 1   | 2     | 2      | 5     |
| 9    | España          | 1   | 2     | 1      | 4     |
| 10   | Bielorrusia     | 1   | 1     | 1      | 3     |
| 11   | Polonia         | 1   | 0     | 0      | 1     |
| 12   | Bélgica         | 0   | 2     | 1      | 3     |
| 12   | Eslovenia       | 0   | 2     | 1      | 3     |
| 12   | Estonia         | 0   | 2     | 1      | 3     |
| 15   | Israel          | 0   | 1     | 2      | 3     |
| 16   | Finlandia       | 0   | 1     | 1      | 2     |
| 16   | Noruega         | 0   | 1     | 1      | 2     |
| 18   | Croacia         | 0   | 1     | 0      | 1     |
| 19   | Irlanda         | 0   | 0     | 1      | 1     |
| 19   | Países Bajos    | 0   | 0     | 1      | 1     |
|      | TOTAL           | 40  | 40    | 40     | 120   |